# Álvaro da Silva, 3.º Conde de Portalegre

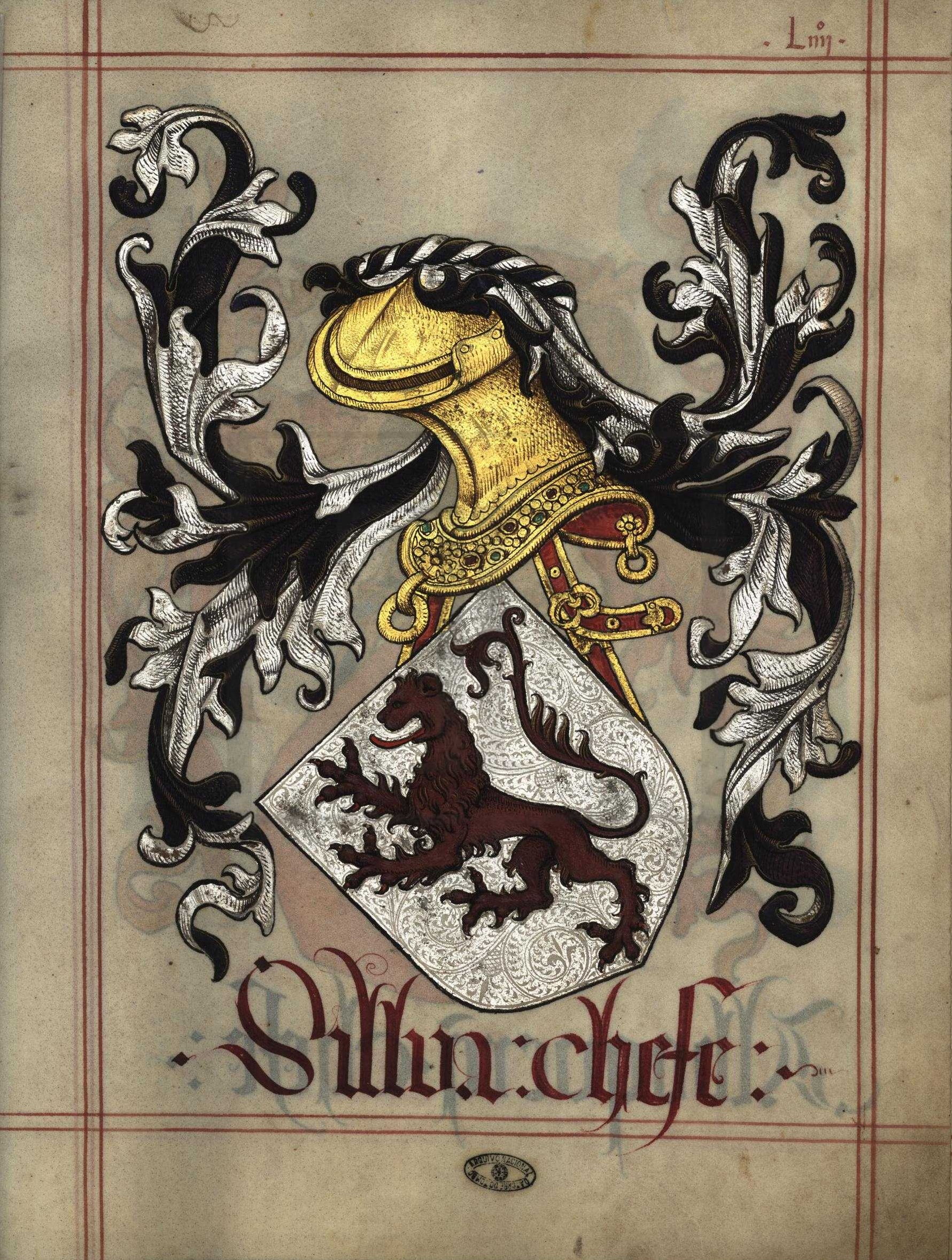
Armas de Silva chefe, in Livro do Armeiro-Mor (fl 54^{r}) (1509). Armas dos Silva condes de Portalegre e marqueses de Gouveia

Álvaro da Silva e Menezes (c. 1505 - 1 de Janeiro de 1580), conde de Portalegre, foi um nobre português e figura cimeira da corte durante o século XVI. Nascido na primeira nobreza do Reino de Portugal, D. Álvaro da Silva era filho do Mordomo-mor D. João da Silva, conde de Portalegre e de D. Maria de Menezes, neta dos Duques de Bragança.
Casou em primeiras núpcias com a sua prima direita D. Filipa de Vilhena filha do Marquês de Ferreira. Tornou a casar após a morte da primeira mulher com Maria da Cunha, filha do vedor da fazenda e Governador da Índia Nuno da Cunha.
Herdou de seu pai a alcaidaria-mor e o condado de Portalegre. Foi-lhe ainda confirmado o cargo cerimonial de Mordomo-mor do Rei de Portugal, após a morte de seu pai; numa tradição familiar que começara com o seu avô D. Diogo da Silva. Personagem influente na corte de Quinhentos, foi ainda Conselheiro de Estado.
Toda a sua descendência foi do seu primeiro casamento. De entre os seus filhos apenas um deixou descendência, mas a todos viu morrerem antes de si, na sua longa vida de 75 anos. O condado de Portalegre, assim como a chefia da casa, recaiu sobre a sua neta e única descendente D. Filipa da Silva. Antes de morrer, tratou o conde D. Álvaro de arranjar o casamento entre a sua neta e D. João da Silva, nobre castelhano de uma linhagem secundogénita dos Marquêses de Montemayor, mas que descendiam em linha varonil do tronco da casa dos Condes de Portalegre. O antepassado comum era D. Aires Gomes da Silva, o Velho, que fora avô do 1.º Conde de Portalegre.
Os seus filhos foram:
- D. João da Silva, morreu antes de seu pai, a herança recaiu sobre a sua única filha, D. Filipa da Silva.
- D. Maria da Silva
- D. Joana da Silva
- D. Lourença da Silva